# Tujia (taal)
Het Tujia, een Tibeto-Birmaanse taal, is de oorspronkelijke taal van de Tujia, een volk in China. De taal wordt over het algemeen beschouwd als een opzichzelfstaande taal binnen de Tibeto-Birmaanse taalgroep, hoewel er grammaticale en fonologische overeenkomsten zijn met vooral het Yi. Er zijn wel verwantschappen voorgesteld met de Loloish-talen en de Qiangic-talen. Het Tujia wordt opgedeeld in een noordelijk en een zuidelijk dialect. Het noordelijke dialect heeft 21 beginklanken en 25 eindklanken, het zuidelijke 26 beginklanken en 30 eindklanken waarvan er 12 slechts in Chinese leenwoorden voorkomen. Er zijn tegenwoordig naar schatting nog maar 70.000 sprekers van het Tujia over - in 1982 waren dit er 200.000 -, die bijna allemaal in het noordelijk deel van de Xiangxi Tujia en Miao regio in noord-west Hunan wonen. 